# Eccremocarpus
Eccremocarpus é um género botânico pertencente à família Bignoniaceae.

## Sinonímia
Calampelis

## Espécies
Apresenta 10 espécies:
| - Eccremocarpus huainacapaccensis - Eccremocarpus huainaccapac - Eccremocarpus lobbianus - Eccremocarpus longiflorus - Eccremocarpus mutisianus | - Eccremocarpus ruber - Eccremocarpus scaber - Eccremocarpus sepium - Eccremocarpus vargasianus - Eccremocarpus viridis |